# Перенос (типографика)
Перено́с в типографике — разрыв части текста (слова, формулы и т. п.), при котором её начало оказывается на одной строке, а конец — на другой.

## Перенос слов
Пример:

Широкая электрифи-

кация южных губер-

ний даст мощный тол-

чок развитию сельско-

го хозяйства.

Основная функция переноса слов — эстетическая. Если не применять переносы, то некоторые строки оказываются слабо заполненными (что особо заметно при наборе узких колонок). Кроме того, текст с переносами занимает меньше места.
В то же время текст с переносами труднее читать, поэтому в книгах для самых маленьких детей переносы не используют. Французский типограф XIX века Марсель Брун издал книгу «Manuel pratique et abrégé de la typographie française», в которой не использовал ни одного переноса[значимость факта?]. Более поздние типографы (например, Пётр Коломнин) считали, что без переносов нельзя обойтись, так как неравномерная разбивка слов смотрится хуже, чем перенесённые слова; однако более пяти (за рубежом — более двух, в СССР[уточнить] — более семи) переносов подряд[где?] делать не рекомендуется.

### Знаки переноса
В большинстве современных европейских письменностей перенос обозначается дефисом после начальной части разорванного слова. В старинных шрифтах (как латинских, так и кириллических) встречались более разнообразные формы этого знака:
- горизонтальная черта на уровне нижней линии букв (наподобие символа подчеркивания «_»);
- черта, правый край которой загнут вверх («֊» — подобная форма сохраняется в армянском и называется ентамна);
- наклонная черта в виде небольшого знака «/»;
- знак в виде двух наклонных чёрточек («⸗»).

В некоторых орфографических системах особым знаком перенос не обозначается вообще, слово просто разрывается между строками. В частности, без знака переноса до середины XVII века обходилась кириллическая печать (эта традиция сохраняется у старообрядцев, подробнее см. в статье «Ерок»); таковы же некоторые современные письменности, преимущественно азиатские (не только иероглифические, но и абугиды, например, тайская).

### Осложнённый перенос
В большинстве языков перенос сводится к разрыву слова (и добавлению знака переноса); однако, в некоторых словах некоторых языков при переносе изменяются и сами буквы либо диакритические знаки, например:
- английский язык: eighteen → eight-//teen;[прояснить]
- венгерский язык: asszonnyal → asz-//szony-//nyal;
- нидерландский язык: reëel → re-//eel, omaatje → oma-//tje;
- греческий язык: Μαϊ̓ου → Μα-//ἰου;
- каталанский язык: paral·lel → paral-//lel;
- немецкий язык: Zucker → Zuk-//ker, Schiffahrt → Schiff-//fahrt (по традиционной орфографии; в введённой в 1998 году Zu-//cker и Schifffahrt);
- шведский язык: glassko → glas-//sko, glass-//ko, glass-//sko (в зависимости от значения слова).

### Места разрешённых переносов
В основном переносить слова можно либо по границам слогов, либо по границам морфем. В каждом языке свои правила для определения мест возможного переноса (в английском это часто указывается в словарях; при этом британская и американская системы принципиально различаются).
В эсперанто перенос разрешён в любом месте (можно даже переносить одну букву) — хотя чаще всё-таки переносят по слогам или по морфемам. В китайском, корейском и японском тоже можно переносить в любом месте (но там письменные единицы более крупные).
В русском языке основные правила переноса слов таковы:
- нельзя отделять переносом одну букву или же группу, не содержащую гласных;
- нельзя разрывать слово перед буквами ь, ъ и ы;
- а также перед й (кроме случаев наподобие «пяти-йодистый»);
- нельзя переносить аббревиатуры, пишущиеся (целиком или преимущественно) прописными буквами;
- между согласной и последующей гласной перенос разрешён лишь в сложных словах («парт--актив») и после приставок («под--одеяльник»); буква й в данном правиле не считается согласной («май-ор»);
- нельзя отрывать переносом последние согласные буквы приставки перед корнем на согласную: «под-бить», а не «по-дбить»;
- нельзя отрывать переносом начальные согласные корня: «по-двиг», а не «под-виг»;
- удвоенную согласную от предыдущей гласной можно отделять переносом только в сложных словах («ново-введение») и после приставок («со-жжённый»);
- нельзя разрывать дефисные наращения вроде «1‑го» или «40%‑ный».

Кроме этих общеобязательных правил (относящихся к орфографии русского языка), существуют более строгие правила переносов для типографского набора, в которых запрещены случаи переносов формально допустимых, но мешающих чтению. В частности:
- не рекомендуется отделять переносом начальный или конечный слог «не» (чтобы не прочитать строку текста с точностью до наоборот: «впол//не справились с задачей и заработали не//мало денег»);
- следует избегать таких переносов, при которых получившиеся отрезки слова имеют какой-либо нежелательный и/или двойной смысл: «бри-гады», «поп-рыгун», «неожид-анный»[прояснить].

Кроме того, запрещено разрывать дефисные написания вроде «2‑местный», «n‑мерный», условные обозначения вроде «Боинг‑767», телефонные номера, многозначные числа и др.
При переносе слов с дефисом последний обычно не повторяется (хотя есть и издания-исключения, причём даже среди тщательно набранных словарей времен застоя), что изредка может приводить к неоднозначности восстановления исходного написания (слитного или дефисного, вроде «лейка» и «лей-ка»). По этой причине иногда[кто?] рекомендуют вообще по дефису не переносить.

### Реализация в компьютерах
Задача автоматического указания мест возможных переносов возникла сразу, как только вычислительная техника стала применяться к наборно-издательской деятельности (1950—1960-е годы). Применялись системы, основанные либо на словарях, в которых для каждого слова указаны места переносов, либо на алгоритмах в виде набора правил «если видишь такую-то комбинацию букв — можно (нельзя) переносить». Первый подход, особенно на старой технике, был неудобен объёмом требуемых баз данных (и по понятной причине оказывался непригодным для ранее неизвестных слов), второй же (с эмпирически составлявшимися правилами) долго не давал приемлемого качества работы. Ситуация изменилась в 1983 году, когда Франклин Марк Лян (англ. Franklin Mark Liang), студент Д. Э. Кнута, предложил алгоритм, который по словарю с расставленными переносами строит компактный набор правил, позволяющий в точности эти места переносов восстановить. Как экспериментально выяснилось, для новых слов (не содержавшихся в обучающем словаре) подобный набор правил в подавляющем числе случаев также находит удачные места переноса. Система Ляна первоначально была интегрирована с известной системой компьютерной вёрстки ТеХ, а позже приспособлена и для некоторых других издательских систем. Реализована на JavaScript в проекте «Hyphenator»[значимость факта?], который позволяет расставлять переносы в обычном Unicode-тексте.
Алгоритм Ляна оказался настолько эффективен, что в словаре американского английского для TeX менее 4500 правил и четырнадцать исключений.

#### Мягкий перенос
Для указания вручную места возможного переноса некоторые коды содержат так называемый символ «мягкого переноса» или «мягкого дефиса» (англ. soft hyphen). Мягкий перенос разрывает слово и отображается в виде символа переноса только тогда, когда часть слова до переноса умещается на конце строки; в остальных случаях слово выглядит цельным.
Символы мягкого переноса, вставленные в текст непосредственно (а не в виде спецсимволов), как правило, не отображаются (или отображаются только в некоторых режимах) в визуальных редакторах, что может вызывать определённые неудобства при редактировании и вычитывании текста. Однако, например, в редакторе «Блокнот» в Windows мягкие переносы отображаются как обычные дефисы.
В Юникоде символ мягкого переноса имеет код U+00AD (в Windows вводится с клавиатуры нажатием Alt+0173, в Microsoft Word можно использовать сочетание Ctrl+-). В языке разметки HTML для символа мягкого переноса существует мнемоника «&shy;».

#### Неразрывный пробел и неразрывный дефис
Часто встречается обратная проблема — нужно запретить перенос в определённом месте. Для этого используется неразрывный пробел U+00A0 (в Microsoft Windows данный символ вводится с клавиатуры нажатием Alt+0160 или Alt+255, в Microsoft Word стандартно используется комбинация Ctrl+Shift+Пробел, мнемоника в HTML: «&nbsp;»). Основной недостаток данного способа — фиксированный размер неразрывного пробела, в результате чего при вёрстке абзаца по ширине слова размещаются по строке неравномерно. Начиная с версии 2010 Microsoft Word, эту проблему можно решить, вставив в необходимых случаях перед символом пробела символ «неразрываемая связка» (Zero Width Joiner) с помощью комбинации клавиш Alt+8205.
Также существует неразрывный дефис U+2011 (в Microsoft Windows вводится с клавиатуры нажатием Alt+8209[прояснить]; Microsoft Word — Ctrl+Shift+Дефис; HTML — &#8209;), который запрещает разрыв строки в данном месте (полезно для записи слов типа «55‑й», «Восток‑2» и т. п.).

## Перенос словосочетаний
Нельзя разрывать переносом сокращения вроде «т. е.» или «и т. д.», инициалы между собой и от фамилии, отрывать от основного слова номера («Пётр I») или единицы измерения («1 км») и т. п.
Особо оговаривается, где при переносе должны оказаться знаки препинания:
- открывающие скобки и кавычки, а также многоточие в начале фразы примыкают к последующему тексту;
- прочие знаки препинания — к предыдущему тексту (исключение допускается для тире после точки или двоеточия в прерванной прямой речи).

В остальных случаях перенос словосочетаний русским правописанием никак не ограничивается. Однако правила аккуратного типографского набора предписывают избегать отрыва коротких (особенно однобуквенных) предлогов и союзов от последующего текста, коротких частиц (прежде всего «б» и «ж») — от предшествующего текста и т. п. Не рекомендуется отрывать от последующего текста отрицательную частицу «не» (по той же причине, по которой нежелательно отделять такой слог слова переносом, см. выше).

## Перенос формул
В русской типографской традиции формулы разрешается переносить по знакам некоторых двуместных операций (плюсу, минусу и другим, однако по знакам деления переносить нельзя) или отношений (равенства, неравенств и другие). При этом знак должен повторяться по обе стороны от места разрыва (для сравнения: в американских типографских системах этого не делают, причём правила разрыва — то, на какой строке оставляется знак операции, — могут различаться для внутритекстовых и выключных формул). При переносе операции умножения по обе стороны от места разрыва традиционно используется крестик (×).
Допускается перенос формулы по многоточию (также с его повторением в начале новой строки), но только если многоточие означает выпущенные средние члены выражения или перечисления: формулу вроде {\displaystyle 1+2+\ldots +(N-1)+N} переносить по многоточию можно, а {\displaystyle 1/0!+1/1!+1/2!+1/3!+\ldots =e} — нельзя (но можно по плюсам, кроме последнего, и по знаку равенства).
Кроме того, формулы можно разрывать (без повторения знака) после знаков перечисления, вроде запятых или точек с запятой.
Встречаются[где?] упоминания о способе разрыва длинных подкоренных выражений и дробей (с горизонтальной чертой): при этом подкоренное выражение (либо числитель и знаменатель дроби) разрываются по обычным правилам, а черта знака радикала или дроби на месте разрыва снабжается стрелочками на конце.